# Howard Hughes (chanteur)
Pour les articles homonymes, voir Howard Hughes (homonymie) et Hughes.
 (mars 2018).
Si vous disposez d'ouvrages ou d'articles de référence ou si vous connaissez des sites web de qualité traitant du thème abordé ici, merci de compléter l'article en donnant les références utiles à sa vérifiabilité et en les liant à la section « Notes et références ».
Howard Hughes est un chanteur français.

## Biographie
Né en 1981, Howard Hughes est le plus âgé des membres du groupe Coming Soon dont il est le chanteur principal depuis 2005, il est d'ailleurs le seul d'entre eux à ne pas jouer d'instrument. Il apparait assez naturellement comme le leader du groupe par sa forte présence scénique, en grande partie due à sa taille et à sa voix extrêmement grave, et sa forte présence médiatique lors de la sortie de New grids, le premier album du groupe. Le terme de leader doit cependant rester relatif, chacun des membres touchant un peu à tout. 
Son premier album solo, O make me a mask, sort en janvier 2009, toujours chez Kitchen Music. Il reste très inspiré par la country et la scène anti-folk, il y explore toutefois un registre beaucoup plus sombre que dans les compositions du groupe (hormis la chanson Howard Moods qu'il avait justement écrite). Il assume à partir de cette date concerts solo et avec le groupe, il est cependant beaucoup moins présents dans les médias et ce sont d'autres membres, principalement Alex Banjo et Léo Bear Creek, qui assurent la promotion du deuxième album du groupe.
Avant sa carrière avec Coming Soon, il a notamment réalisé le clip de Not on the Top pour  Herman Dune.
En 2010, on peut entendre deux titres d'Howard Hughes dans Nuit de veille (vague polar), un court-métrage de Maël Rannou avec Benjamin Brenière, Numa Sadoul et Antoine Tomé...
En 2016, il livre un nouvel album solo chanté en français sous le nouveau nom de scène d'ArKaDin.
De son vrai nom Charles-Antoine Bosson,, aussi appelé Charles Bosson, il officie désormais en tant que critique cinéma et séries notamment sur sa chaîne youtube "7 minutes de réflexion" ainsi que pour l'émission Le Cercle sur Canal + dont il devient le rédacteur en chef en septembre 2021. Il est titulaire d'un doctorat en cinéma obtenu en 2007. Il travaille aussi en tant qu'assistant personnel de Alejandro Jodorowsky.

## Discographie
- 2007 : Brotherly Loved premier album enregistré avec Coming Soon comme backing band.
- 2007 : Wrong Picture avec Stanley Brinks et Clémence Freschard.
- 2007 : Field Work avec Adam Cotton.
- 2008 : White Diamond avec Adam Cotton et reprise de Quand c'est usé, on le jette de Jacques Dutronc sur la compilation Kitchen Christmas Music.
- 2008 : 14 New Grids, avec Coming Soon.
- Janvier 2009 : O Make me a mask.
- Septembre 2009 : The Ghost Train Tragedy, deuxième album de Coming Soon.
- Février 2010 : The English Are Leaving, avec Adam Cotton.
- 2011 : The Lobster Boat avec David Tattersall, chanteur des Wave Pictures.
- 2016 : Atlanta (sous le nom d'ArKaDin)